# 王銓 (天順進士)
王銓，广东潮州府海阳县人，明朝政治人物。

## 生平
天順八年（1464年）登甲申科进士，授禮科給事中，出爲河南布政司右參議，升任河南參政。